# ایزومیساتو، فوکوشیما
ایزومیساتو، فوکوشیما (به لاتین: Aizumisato, Fukushima) یک سکونتگاه مسکونی در ژاپن است که در استان فوکوشیما واقع شده‌است.

## خصوصیات
ایزومیساتو ۲۳٬۵۸۸ نفر جمعیت دارد.